# Jesu (gruppo musicale)
Gli Jesu sono una band fondata nel 2003 da Justin Broadrick (componente nel 1985 anche della storica band grindcore Napalm Death) che, reduce dall'esperienza precedente con i Godflesh, decide di imboccare una strada del tutto nuova. Il nome scelto, Jesu, è il brano che chiude l'ultimo album dei Godflesh, Hymns.
Justin Broadrick grazie alla sua incredibile esperienza sul campo, fa subito breccia fra gli appassionati del genere con sonorità fra ambient e industrial, dove spesso suoni ruvidi ed industriali fanno da contrappeso ad atmosfere avvolgenti.

## Storia del gruppo
Il debutto, Heart Ache, datato 2004, è un EP suonato interamente da Justin Broadrick ed è un filo conduttore con i Godflesh degli ultimi tempi.
Solo un anno dopo vede la luce il loro primo album, omonimo, in cui le sonorità metal svaniscono a favore di atmosfere più morbide e shoegaze.
Nel 2006 gli Jesu realizzano uno dei lavori più compiuti della band, pur trattandosi di un EP: l'estrema cura dei dettagli e la ricchezza compositiva fanno di Silver un gioiello del Post-metal. I brani, fra voce in puro stile drone e un flusso costante di chitarre a volte in feedback, a volte granitiche, trascinano l'ascoltatore in una delle migliori esperienze musicali per gli amanti del metal.
Nel febbraio del 2007, la band realizza il secondo album, Conqueror, che rispetto ai precedenti mostra sonorità più delicate.
Le esperienze passate di Broadrick lo portano ad essere affine a sonorità elettroniche, con la raccolta del 2007 Pale Sketches, contenente b-side; questo aspetto è evidente in brani come "Wash It Away" e "Tiny Universes", che ricordano da vicino l'esperienza Techno Animal.
Con l'EP Lifeline, gli Jesu raggiungono il momento più melodico dal debutto, una perfetta sintesi fra l'aggressività dei primordi e le atmosfere avvolgenti, che era possibile apprezzare già dall'altro EP Silver.

## Formazione
- Justin Broadrick – chitarre, voce, tastiere e basso su Heart Ache
- Diarmuid Dalton – basso
- Ted Parsons – batteria e percussioni

## Discografia

### Album in studio
- 2005 - Jesu
- 2007 - Conqueror
- 2009 - Infinity
- 2011 - Ascension
- 2013 - Everyday I Get Closer to the Light from Which I Came
- 2016 - Jesu/Sun Kil Moon, con Sun Kil Moon.
- 2020 - Terminus

### EP
- 2004 - Heart Ache
- 2006 - Silver
- 2007 - Sun Down/Sun Rise
- 2007 - Lifeline
- 2008 - Why Are We Not Perfect
- 2009 - Opiate Sun
- 2010 - Christmas
- 2012 - Never

### Raccolte
- 2007 - Pale Sketches
- 2010 - Heart Ache & Dethroned

### Split
- 2007 - Jesu/Eluvium Split
- 2008 - Jesu/envy Split
- 2008 - Jesu/Battle of Mice Split